# 6. Feld-Division
6. Feld-Division foi uma divisão de campo da Luftwaffe que prestou serviço durante a Segunda Guerra Mundial, combatendo com a Heer.

## Comandantes
- Ernst Weber, Setembro de 1942 - 16 de Novembro de 1942[2]
- Rüdiger von Heyking, 25 de Novembro de 1942 - 1 de Novembro de 1943[2]